# Fraude: México 2006
Fraude: México 2006 es un documental mexicano dirigido por Luis Mandoki, presenta la crónica del presunto fraude electoral en las elecciones presidenciales en México de 2006, denunciado por Andrés Manuel López Obrador
La película documenta los diversos sucesos ocurridos durante la jornada electoral del 2 de julio de 2006; además, incluye distintas evidencias de las prácticas fraudulentas captadas en vídeos caseros.

## Sinopsis
El documental conjunta tomas grabadas por gente común (con más de 3000 horas recopiladas) con fragmentos televisivos y entrevistas a personajes destacados. Va hilando la historia, desde el posible fraude electoral de 1988, pasando por el desafuero de Andrés Manuel López Obrador, la guerra sucia durante las campañas, la víspera de la elección presidencial, las protestas ciudadanas, el nacimiento del movimiento de Resistencia Civil Pacífica y del Gobierno Legítimo de México. A lo largo de toda la película se argumenta con documentos y fuentes contundentes cómo se construyó el fraude electoral, los intereses detrás de este y varios de los personajes directa o indirectamente involucrados. Entre otros, hace referencia a Emilio Azcárraga (Televisa), Carlos Salinas de Gortari, Vicente Fox y cómo la empresa Hildebrando, propiedad del cuñado de Calderón, fue la encargada de elaborar el padrón electoral para el IFE, resaltando la eliminación comprobada de nombres de ciudadanos reconocidos como simpatizantes de Andrés Manuel López Obrador del mencionado padrón. Destaca también el manejo discrecional de los resultados en la última recta del conteo electoral, a manera de la famosa caída del sistema en el proceso electoral de 1988, para determinar a la postre el triunfo del candidato del Partido Acción Nacional; lo cual fue verdaderamente sorprendente si tomamos en cuenta que durante la mayor parte de la jornada electoral el candidato izquierdista se perfilaba como el vencedor solo para ser es derrotado en la recta final. La evidencia de la inconsistencia de los resultados la da el comportamiento anómalo de las cifras de votos tanto para Calderón como para López Obrador. Al revisar el comportamiento de los votos contados para ambos candidatos: cada voto recibido por Calderón parecía ser un voto en contra de Obrador; es decir, la gráfica que ilustraba el avance del conteo de votos adquirió una forma de una gráfica de espejo en donde el nivel ascendencia de un candidato -Calderón- fue directamente proporcional al nivel de decadencia del otro -Obrador-, lo cual determinaría el triunfo de Felipe Calderón Hinojosa. Esta situación de anomalía que determinó el resultado final de la contienda causó la salida de millones de inconformes que se concentraron en la Ciudad de México desde el Zócalo y a todo lo largo del Paseo de la Reforma a manera de plantón en la llamada Resistencia Civil Pacífica, como método de presión para que se desarrollara un nuevo conteo de todas las casillas electorales instaladas en el país. En contra parte, las autoridades electorales respondieron argumentando que ya se habían revisado suficientemente los casos controversia o incluso error, de acuerdo a la legislación electoral vigente, y se había reconocido satisfactoriamente la elección; ignorando, sin embargo, el gran número de inconsistencias que fueron documentadas, contando con la complicidad silenciosa de los medios masivos de comunicación más influyentes (como Televisa) y de los mismos órganos electorales que clasificaron la elección como excepcional, señalando las demandas de la oposición como falaces.

## Rodaje
Gran parte de la película está tomada del material que muchos ciudadanos aportaron durante y después de la jornada electoral del 2 de julio de 2006 en México, utilizando cámaras de vídeo, fotografías, teléfonos móviles y demás tecnología disponible. El resto lo constituyen entrevistas realizadas por el mismo Luis Mandoki y vídeos de archivo de la televisión, entre otras fuentes.

## Polémico estreno
La cinta, estrenada el 17 de noviembre de 2007, fue exhibida en 236 cines y en 32 ciudades de México. El director denunció algunos casos de prácticas desleales al momento de la exhibición del documental para minimizar su impacto. Por ejemplo, en Monterrey, donde se le dieron 28 copias a la cadena Multitudinarias Cinemas, se reportó una asistencia de entre 10 y 20 asistentes, cuando es la exhibidora más grande en ese estado; mientras las cifras de Cinépolis y Cinemex  fueron de 100 asistentes por sala.  En el Estado de México la exhibición fue cancelada en un complejo de Cinemex, bajo el argumento de que solo había 11 asistentes.